# Kompetencja psychologiczna
Kompetencja psychologiczna, kompetencja faktyczna – w etyce, zwłaszcza zaś bioetyce, zdolność do podejmowania decyzji z psychologicznego punktu widzenia.
Kompetencja wchodzi w skład warunków świadomej zgody, polegającej na udzieleniu dobrowolnie zgody przez kompetentą do tego osobę po ujawnieniu jej koniecznych do tego informacji i zrozumieniu przezeń tych informacji. Oprócz kompetencji psychologicznej pozostaje jeszcze kompetencja prawna, związana ze spełnieniem przesłanek zamieszczonych w przepisach prawa.
Kompetencja psychologiczna wykazuje wyraźny związek z autonomią. Cechy przypisywane jednostce autonomiczne oraz jednostce kompetentnej pod względem psychologicznym w dużym stopniu pokrywają się ze sobą.
W bioetyce z pryncypialistycznego punktu widzenia kompetencja psychologiczna to zdolność pacjenta do:
- zrozumienia przekazywanych mu informacji
- oceny tychże zgodnie z aprobowanymi przez siebie wartościami, a więc w świetle posiadanej uprzednio pewnej wiedzy etycznej
- określenia i realizacji pewnego celu
- swobodnego wyrażania swojej woli

Kompetencja psychologiczna nie musi pokrywać się z racjonalnością. Otóż podjęta przez pacjenta decyzja nie musi wydawać się racjonalna ani leczącemu go lekarzowi, ani innym członkom personelu medycznego, bliskim podejmującego decyzję ani nawet członkom społeczeństwa, do którego należy. Jedynym miernikiem kompetencji decyzji pozostaje samowiedza etyczna podejmującego ją.
Kompetencja psychologiczna nie jest też stałą właściwością osoby podejmującej decyzję. Zależy od rodzaju decyzji. To znaczy, że dana osoba może być kompetentna psychologicznie do podjęcia pewnych decyzji, a w stosunku do innych decyzji już nie. Zależy to głównie od wielkości związanego z daną decyzją ryzyka. Kazimierz Szewczyk podaje tu przykład hospitalizowanego pacjenta, który kompetentnie decyduje, czy potrzebuje leku uspokajającego, natomiast nie jest w stanie podjąć decyzji co do wyrażenia lub nie zgody na operację. Ponadto kompetencja psychologiczna zmienia się w czasie – kompetencję psychologiczną można nabyć bądź utracić, odwracalnie bądź nieodwracalnie. Osoba podczas krótkotrwałej utraty przytomności traci kompetencję psychologiczną tylko na krótki czs, natomiast rozwój otępienia skutkuje zazwyczaj trwałą utratą kompetencji psychologicznej.